# 耶稣再临

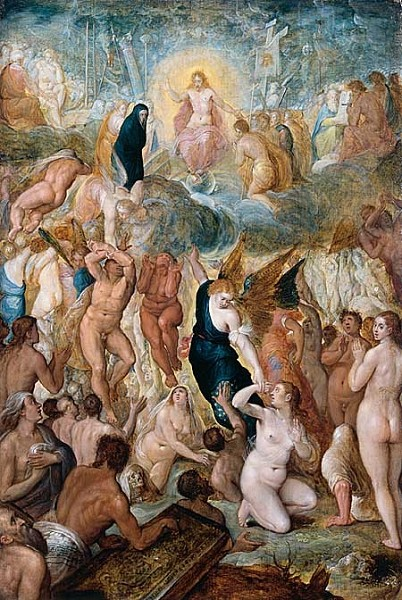
耶稣再临

耶稣再临（有时称为第二次降临或基督再临，英文Second Advent或Parousia）是一个基督教概念。二千年前，耶稣“第一次来到”，然后耶稣升天。耶稣再临是指他在未来将回到人间。这个信仰是基于正典福音书中的弥赛亚预言，它是大多基督教末世论的一部分。不同的教派和基督徒对耶稣再临的性质有不同的看法。
《尼西亞信條》包含以下声明：“他升天，坐在全能父上帝的右边；将来必从那里降临，审判活人與死人。我信圣灵；我信圣而公之教会；我信圣徒相通；我信罪得赦免，我信身体复活；我信永生。阿们！”

## 术语
几个不同的术语用来指基督再临：

### 主显
在新约中，主显（希腊词：ἐπιφάνεια）用了五次，用来指基督回归。

### 基督再临
新约中，基督再临（希腊词：π，意为“到达”，“到来”或“显现”）使用二十四次，其中十七次是关于基督的。这个词也用于指其他个体——例如，“司提反、福徒拿都和亚该古”（哥林多前书16：17）；提多（哥林多后书6：6-72）和使徒保罗（哥林多后书10:10；腓利门书1:26，2:12）；也有一次指代“这不法的人”（帖后 2：9）。
希腊词parousia的词源是para（在⋯⋯旁边）和ousia（到来）。在英语中，“parousia”有一种特殊的基督教意味。

### 定义
约瑟夫·亨利·塞耶词典将“基督再临”定义为《史特朗經文彙編》的G3952：
⋯⋯在新约中，这个词特别指基督再临，即作为弥赛亚的耶稣在未来从天上返回，复活死者，举行最后的审判，正式而荣耀地建立神的国。
鲍尔-丹克词汇的定义是：
⋯⋯基督在这个时代的终结时总是弥赛亚一样带着荣耀降临，审判这个世界。
天主教百科全书的《一般判决》指出：
在新约中，基督再临是一个常常不断重复的教义。救主自己不仅预言了这个事件，而且形象地描绘了其情况（马太福音24:27，见“橄榄山话语”；马太福音，见“国家的审判”）。使徒们在他们传道（使徒行传10：42）和作品中（罗马书2：5-16; 14:10；林前4：5；林后5:10；提摩后4：1；帖后1：5；雅各书5：7）给予了这个主题显赫的地位。除了基督再临，或再临哥林多前书15:23，帖后2：2：1-9）这两个词语外，耶稣再临也称为主显、显现、出现和启示。第二次来临的时间被称为“那日”（提后4：8）“主的日子”（帖前5：2），“基督耶稣的日子”（腓立比书1：6） ，“人子显现的日子”（路加福音17:30）和“末日”（约翰福音6：39-40）。
古斯塔夫·阿道夫·德斯曼（Gustav Adolf Deissmann，1908）指出，希腊词parousia早在公元前3世纪就已出现，用来描述了国王或君主访问城市──这是安排好访问，以向人们展示到访者的尊贵。科林斯和帕特雷城市为尼禄的到访铸造了罗马硬币，这说明了希腊语的“Parousia”和拉丁语的“Adventus”之间的对应，也说明了这两个词与和希腊词“epiphany”（显现）有着密切的关系。

## 基督教观点中的耶稣再临

### 一世纪
根据历史学家查尔斯·弗里曼（Charles Freeman），在耶稣死亡时期的那代基督徒期望耶稣在他们在世时返回，但是，耶稣没有再临的事实让早期的基督教团体感到惊讶。
小子们哪，如今是末时了。你们曾听见说那敌基督的要来，现在已经有好些敌基督的出来了；从此，我们就知道如今是末时了。
——《约翰一书》2:18

### 末世预言实现论
末世预言实现论是将基督再临与一世纪事件（如公元70年耶路撒冷和犹太圣殿的毁灭）联系在一起的立场。
支持这个观点的人认为，“人子荣耀再临”主要在耶稣钉十字架时实现了。他们相信，末世的迹象已经实现了，包括“日头要变黑了”，“天势都要震动”，和“那时，他们要看见人子有大能力、大荣耀驾云降临”。但是，有些批评家指出，这遗漏了许多东西，例如，圣经说“但主的日子要像贼来到一样。那日，天必大有响声废去，有形质的都要被烈火销化，地和其上的物都要烧尽了。”（《彼得后书》3:10）“那时，人子的兆头要显在天上，地上的万族都要哀哭。他们要看见人子有能力、有大荣耀驾着天上的云降临。”（《马太福音》24:30）
此外，耶稣据说告诉门徒，“我实在告诉你们：这世代还没有过去，这些事都要成就”（《马太福音》24:34；马可福音13:30；路加福音21:32）。鉴于耶稣在下一节中指出他也不知道确切的日子和时间，因此，他这句话的简单含义是，这个景象将由同时代的人来见证。一些人学者，如耶柔米，认为“这世代”意味着犹太民族的命运；然而，其他学者认为，如果耶稣指的是“民族”，那么他使用的词语会是genos（民族），而不是genea（世代）。

### 天主教和东正教
《尼西亞信經》包含以下声明：“祂升了天，坐在聖父的右邊。祂還要光榮地降來，審判生者死者，祂的神國萬世無疆。
我信聖神，祂是主及賦予生命者，由聖父聖子所共發。祂和聖父聖子，同受欽崇，同享光榮，祂曾藉先知們發言。
我信唯一、至聖、至公、從宗徒傳下來的教會。
我承認赦罪的聖洗，只有一個。
我期待死人的復活，及來世的生命。
阿們。”
早期教会保存下来的天主教基督徒和东正教基督徒的传统观点认为，耶稣来临将是一个突然而明确的事件，就像“闪电”一样（《玛窦福音》24:27）他们持有的一般观点是：耶稣不会在人间花费太多时间来事工或传道，他们还认为敌基督的事工将在耶稣再临前发生。
东正教的会外人士亚历山大·卡洛米罗斯（Alexander Kalomiros）解释了原来教会关于在火河和反对虚假联盟的耶稣再临的观点，他认为，那些相信基督将在地上统治一千年的人“并不是在等待基督，而是等候敌基督的人。”耶稣作为王而重回人间的观念是教会的一个异端概念，它相当于“犹太人的期望，这些犹太人希望彌賽亞是一个人间之王。”相反，教会教导一开始就在教导基督不会回到人间，因为，耶稣复活所建立的是天国，是新耶路撒冷。

### 新教
新教许多教派对基督再来的确切细节有不同看法。只有少数基督教组织声称对那些通常充满象征性和预言性的圣经文本出处具有权威解释。
对耶稣再临的简单提及出现在尼西亚信经中：“他将来必有大荣耀，再降临，审判活人死人。他的国无穷无尽”类似的声明也在圣经中保罗的信条中。（哥林多前书15:23）。
一些新教教会认为，信仰的奥秘是：“基督死了，复活了，他会再来。”

### 基督教奥秘主义教义
玫瑰十字会的奥秘主义基督教教义中，在宇宙的基督（或外在的基督）和内在的基督之间有着明确区别。根据这个传统，内在的基督被视为真正的救主，它需要在每个个体内心重生，以在地球的以太层面（即身体）的未来第六时代中演进，即朝着“新天堂和新人间──新加利利”进化。基督的第二次来临并不是以身体的形式到来，而是在以太层面中来到每个个体的新的灵魂体中，在这个层面中，人“将被卷入云中，与空中的主见面。”这个事件的“日子和时间”是未知的。基督教奥秘主义传统的教义认为，这首先将有一个准备期，这时太阳逐步进入水瓶座，这是一个占星术概念：即，将要到来的水瓶座时代。

### 摩门教
耶穌基督後期聖徒教會（摩门教）对于《启示录》中所记载的迹象有特别而具体的解释。他们的经文认为，基督将会如同圣经所说的一样再临。他们的教会也教导说：“当救主再次来到时，他会以权能和荣耀到来，将世界认领为他的国度，他的第二次来临将标志着新千年的开始。第二次来临对于邪恶者将是一个可怕的、可悲的时刻，但是，这对于义人将是平安的日子。”

### 基督复临安息日会
基督复临安息日会的基本信仰＃25写道：
基督复临是教会有福的指望，是福音最高的境界。救主的降临是真实的，祂要亲自降临，是肉眼能见、普世性的。祂复临时，死去的义人将要复活，并与活着的义人一同得荣耀，被接到天上。但那不义的人则要死亡。大多数的预言几乎都完全应验，目前的世界情况更显明，基督复临已经迫近。但那时辰尚未启示我们，因此我们要随时准备好。（提多书2:13；希伯来书9:28；约翰福音14：1-3；使徒行传1：9-11；马太福音24:14；启示录1：7；马太福音24：43,44：1；帖前4：13-18；哥林多前书：15：51-54; 2 ；帖前：1：7-10；2：8；启示录 14：14-20; 19：11-21；马太福音24；马可福音 13；路加福音 21 ; 2 ；提后 3：1-5；帖前5：1-6。）

### 耶和华见证人
耶和华见证人很少使用“耶稣再临”一词，而喜欢用“降临”（presence）一词来翻译parousia（基督再临）。他们认为，在马太福音24：37-39和路加福音17：26-30中，耶稣比较了“人子的降临”与“挪亚进方舟的那日”，这说明了这是一段持续的时间，而不是在某个时刻到来。他们还认为，圣经年表指出，1914年是基督的“降临”的开始，这个降临不断进行，直到末日审判的最后战斗（哈米吉多顿）。与这个时段相关的其它圣经表达包括“末时”（但以理书12：4），“世界的末了”（马太福音13：40,49; 24：3）和“末日” （提后3：1；彼得前书3：3）。耶和华见证人相信基督的千禧年统治在末日最后战斗（哈米吉多顿）之后开始。

### 基督教基要派
最近调查显示，约40％的美国人相信基督很可能在2050年前再临。58％的白人福音派基督徒，32％的天主教信徒和27％的白人新教主流派信徒相信基督再临。
由于传教士德怀特·莱曼·穆迪的传播，相信基督再临在美国十九世纪后期变得非常流行。并且千禧年前论成为20世纪20年代基督教基要派信仰的核心教条之一。

### 拉斯塔法里教
在拉斯塔法里教的早期发展中，海尔·塞拉西一世（埃塞俄比亚皇帝）被认为是大卫家族的一员，被崇拜为神的化身，人们称他为是“黑耶稣”和“黑色弥赛亚”。据说，马科斯·加维在塞拉西加冕前夕宣扬了黑色弥赛亚的到来。由于这个预言，塞拉西是牙买加贫穷的和未受教育的基督徒灵感来源，他们相信皇帝将会把黑人从欧洲殖民者的奴役中解放出来。

## 末日的欺诈
一些基督教作品认为，在基督再临之前会发生很严重的伪骗。在《马太福音》24章中，耶稣说：
那时，若有人对你们说「基督在这里」，或说「基督在那里」，你们不要信。 因为假基督、假先知将要起来，显大神迹、大奇事，倘若能行，连选民也就迷惑了。
——《马太福音》24:23，24
早期基督复临安息日会的领袖艾伦·G·怀特写道：
在欺骗的重大场景中，撒但会给自己加冕，伪装为基督。教会长期以来一直自称寻求救主再临，以实现人们的希望。现在，狡猾的欺骗者会让人们以为基督出现了。在世界每个地方，撒但将在人间显现为一个光彩夺目而又威严的人，类似约翰在启示录中所描述的神的儿子。（启示录1：13-15）。凡人眼中无法看穿他荣耀背后的本质。胜利的呼喊在空气中回响：“基督来了！基督来了！”人们匍匐在他面前敬拜他，他举起手，为他们祝福，就像基督在人间时祝福门徒一样。撒旦的声音温柔而柔和，但充满了旋律。在温柔、慈悲的声调中，他说出了一些和救主一样仁慈的、来自天堂的真理：他治愈人民的疾病，然后，他呈现出基督的品格，宣称已经将安息日改到星期天，并命令所有人崇拜他所祝福的日子。
——《巨大的争议》，第624页 

## 具体日期预测和观点
人们预测了许多基督再临的具体日期，一些已经成为遥远的过去，而另外一些仍在未来。

## 其他观点和看法

### 巴哈伊信仰
巴哈欧拉认为，基督的再临被理解为神的道和神的灵的再现，这通过他的个人显现出来。巴哈欧拉给教宗庇護九世写信道：“上帝的到来是被云彩遮蔽的⋯⋯他真的再次从天上下来，甚至就像他第一次从天而降的样子。请注意，你不要与他争论，就像法利赛人没有任何明确的态度和证据与他争论一样。”他从而将自己称为“亘古常在者”和“荣耀之笔”。巴哈欧拉在这方面也说过：“这是以赛亚预言的天父和安慰者，与天父相关的圣灵已经与你们立约了。啊，主教们，张开你们的眼睛，你们可以看见你们的主坐在伟大而荣耀的宝座上。”巴哈欧拉也写道：“我们确实已经用自己的生命为你们的生命赎罪。唉，当我们再临时，我们看见你们逃离我们，我慈爱的眼睛为我的子民身痛苦哭泣。”巴哈伊信仰的追随者认为，耶稣再临的预言已经实现，并且弥勒（Maitreya）的预言和许多其他宗教的预言也已经实现，这是由巴孛于1844年开始实现的，然后由巴哈欧拉实现。他们通常将基督徒预言的实现与耶稣实现了犹太人的预言进行比较，在这两种情况下，人们都期待着启示性的观点真的实现了。巴哈伊声称，基督以一个新的名字再临，这与耶稣在福音书中说以利亚以施洗约翰的名字再临相似。

### 伊斯兰教
在伊斯兰教中，耶稣被认为是真主的使者和弥赛亚，他被派来以新的经文《引支勒》来引导以色列人（banī isrā'īl）。回教要求信仰耶稣（以及所有其他上帝的使者），这是作为回教徒的要求。然而，回教徒不承认耶稣是神的儿子，而只认为他是個先知。在古兰经中，耶稣的再临已经在《金饰章》中预示出来（古兰经第43章），它是审判日的标志。
（耶稣）必是（审判）时刻（到来的）迹象：因此，不要怀疑那个时刻，只要跟从我们：这是一条直路。 43:61 
在伊本·卡西尔（Ibn Kathir）对古兰经或《古兰经》注释的有名解释中，他也用这节经文作为古兰经中描写耶稣再临的证明。

也有圣训清楚地预言了耶稣在未来再临，例如：布哈里圣训，第3书，第43卷：“知识之书”（Kitab-ul-`Ilm），圣训656：
这个时刻是在玛利亚的儿子（即耶稣）作为一个公正统治者在你们中降临才开始的，他将打破十字架，杀死猪，并废除吉兹亚(人头税)。这时将有大量的钱，所以没有人会（作为慈善礼物）收受。
根据伊斯兰传统，在伊斯兰末世论中称为伊斯兰救世主的马赫迪（字面意思：“正确的导师”）发动的反对旦扎里（意为“假先知”，与反基督同义）和他追随者的战争中，耶稣将会再临。耶稣将在大马士革以东一个白色的拱廊上下降，穿着黄色的长袍，他的头已经受膏。然后他将与马赫迪一起反对旦扎里。伊斯兰教认为耶稣是穆斯林（服从上帝的人）和神的使者之一，他将遵守伊斯兰教义。最后，耶稣会杀死敌基督的旦扎里，然后，所有的有经者都会信靠他。因此，那时将有一个团体，即回教。（《穆斯林圣训实录》，41:7023）
布哈里圣训3：43：656中的阿布胡莱拉叙述道：安拉的使徒说：“这个时刻是在玛利亚的儿子（即耶稣）作为一个公正统治者在你们中降临才开始的，他将打破十字架，杀死猪，并废除吉兹亚。这时将有大量的钱，所以没有人会（作为慈善礼物）收受。”
在马赫迪死后，耶稣将承担领袖。在回教的叙述中，这是一个普遍和平和正义的时代。回教文本还提到了歌革和玛各的出现，他们是古老的部落，将在人间分散，造成干扰。上帝答应了耶稣的祷告，在他们脖子上放一种蠕虫，杀死他们。耶稣的统治据说长达四十年左右，之后他将死亡（根据回教，耶稣没有死在十字架上，而是被带到天上，继续活着，直到他第二次回来）。然后，回教徒将为他举行葬礼祈祷，并将他埋在麦地那市穆罕默德旁边的空地中。

### 阿赫迈底亚教派
阿赫迈底亚派自称是回教徒，他们相信经上所承诺的马赫迪和弥赛亚已经作为米尔扎·古拉姆·艾哈迈德（1835-1908年）本人而到来。许多回教徒拒绝了这个观点，他们认为阿赫迈底亚派不是回教徒。
圣训（伊斯兰先知穆罕默德的话语）和圣经表明耶稣将在末日中回来。伊斯兰传统通常认为，耶稣在他第二次来临时将是一个Ummati（穆斯林），是穆罕默德的追随者，他将重振伊斯兰教的真理，而不是培养一个新宗教。
阿赫迈底亚派解释道，经上所预言的再临的耶稣是一个“与耶稣相似”（mathīl-i ʿIsā）的人，而不是他身体的再临，这就像在基督教中，施洗约翰与圣经先知以利亚的特征相似一样。阿赫迈底亚派认为，穆罕默德和基督教的宗教文本的预言在传统中被误解为拿撒勒耶稣自己会回来，并认为耶稣没有在十字架上死去，而是活过来，他的死亡是自然死。艾哈迈迪斯认为，自己（这个教派的创始人）在性格和教导上都代表着耶稣；因此，他获得了与耶稣同样重要属灵先知的地位。因此，阿赫迈底亚派认为这个预言已经通过米尔扎·古拉姆·艾哈迈德的教派实现了，并在继续进行着。

### 犹太教
犹太教认为耶稣是伪犹太弥赛亚的声称者，因为他没有完成任何弥赛亚的预言，这包括：
1，建造第三圣殿（以西结书37：26-28）。
2，聚集所有犹太人回到以色列的国土（以赛亚书43：5-6）。
3，带来世界和平的时代，结束所有仇恨、压迫、痛苦和疾病。正如经书上说：“这国不举刀攻击那国，他们也不再学习战争。”（以赛亚书2：4）
4，传播以色列神的普世知识，从而将人类团结为一体。因为经上说：“耶和华必作全地的王；到那日，人人都承认耶和华是独一无二的，他的名也是独一无二的。”（撒迦利亚书14：9）
关于基督教认为这些预言将在“耶稣再临”中得到实现，奥尔·索马亚奇说：“我们认为这是一个捏造的答案，因为在《希伯來聖經》中没有提到耶稣再临；第二，为什么上帝不能在第一次中完成他的目标？”拉比大卫·沃尔佩（David Wolpe）认为，耶稣再临“来源于真正的失望”，耶稣再临是由基督徒发明的，以在神学上弥补耶稣的死亡。

### 帕拉宏撒·尤迦南达
在现代，一些传统印度宗教领袖已经开始接受耶稣作为神的化身。我们看到，写了《一个瑜伽行者的自传》的印度大师帕拉宏撒·尤迦南达在2004年出版的上下册《耶稣再临：在你内心的基督复活》中大量地评论了福音书。这本书提供了一种对基督再临的神秘主义观点，它认为基督再临是一种内在经验，是发生在个人内心的事件。在这本书的介绍中，尤迦南达写道，真正的耶稣再临是你内心无限的基督意识在心中复活。路加福音书中也提到：“人不能说：‘看哪！在这里’，或说：‘在那里’；因为神的国就在你们里面。”（路加福音17:21）
大亚·马塔（Daya Mata）在《基督再临》的序言中写道，“我们可以说，帕拉宏撒·尤迦南达对经文的两卷本解释体现了他的神圣使命：即，将耶稣基督所教导的原初基督教精华展示给世界。”在回忆她记录他话语的时刻，她说道：“这位伟大的大师与拿撒勒的耶稣直接而私人地团契在一起，而得到了福音书教导的启示。当他记录这些被启示的话语时，他容光焕发，满带欢喜。”医学博士拉里·多西（Larry Dossey）写道，“帕拉宏撒·尤迦南达的《基督再临》是对耶稣现存教义的最重要分析之一⋯⋯许多别的对耶稣话语的解释分裂了人、文化和国家；但他这些解释促进了人们的团结和融合，这就是为什么它们对当今世界是至关重要的。”

## 耶稣再临在现代文化中
耶稣再临出现在很多电影和书本中，例如：
- Black Jesus - Comedy Central Adult Swim Television Series (2014- ) created by Aaron McGruder and Mike Clattenburg, tells the story of Jesus living in modern-day Compton, California, and his efforts to spread love and kindness on a daily basis. He is supported in his mission by a small-but-loyal group of downtrodden followers, while facing conflicts involving corrupt preachers, ethnic tensions, and the hate spreading activities of the manager of his apartment complex.
- Left Behind - Film- and book-franchise (1995- ) built by Tim LaHaye and Jerry B. Jenkins based on the time-period before, during and after the Second Coming of Christ.
- The Seventh Sign - 1988 film starring Demi Moore about a pregnant lady who discovers the Second Coming of Christ has rented a room from her, in order to begin the countdown that will trigger the Apocalypse.
- End of Days - 1999 action-adventure film starring Arnold Schwarzenegger about a policeman who must stop Satan before he ends the world.
- SCARS: Christian Fiction End-Times Thriller by Patience Prence - 2010 novel about a girl named Becky who struggles through the time of the Great Tribulation.
- At the End of All Things by Stony Graves - 2011 novel about the days following the Rapture, and right before the Final War between God and Satan.
- The Second Coming: A Love Story by Scott Pinsker - 2014 novel about two men who claim to be the Second Coming of Christ. Each claims that the other is a liar - but only one is telling the truth.
- Thief In the Night by William Bernard Sears - The popular TV and radio personality plays the role of a detective in writing a book about identifying the clues and symbols from the Biblical prophecies of the return of the Christ that have been overlooked or misunderstood, and settles on a shocking conclusion (2002) [1961]. Oxford, UK: George Ronald. ISBN 0-85398-008-X.
- Mr. Robot - USA Network television series (2015- ), uses visual and verbal references to biblical figures and events based on The Second Coming.